# Carlo Graaff
Carlo Graaff (* 22. Juli 1914 in Haaren; † 9. Dezember 1975 in Braunlage) war ein deutscher Politiker der FDP.

## Leben und Beruf
Nach dem Abitur an dem Aachener Realgymnasium im Jahr 1932 absolvierte Graaff ein eineinhalbjähriges Praktikum. Er studierte danach Maschinenbau an der Technischen Hochschule in Aachen und Berlin. Im Jahr 1939 wurde er Diplomingenieur und war als Betriebsleiter sowie stellvertretender Betriebsführer in einer Waggonfabrik tätig. Nachdem er zunächst in anderen Betrieben tätig gewesen war, übernahm er 1950 die väterliche Niedersächsische Waggonfabrik Joseph Graaff in Elze bei Hildesheim als Inhaber und Geschäftsführer. Er gründete ein Zweigwerk zum Bau von Leichtmetall-Omnibussen. Graaff war Vorsitzender des Arbeitgeberverbandes im Industrie- und Handelskammer-Bezirk Hildesheim (bis 1968), ehrenamtlicher Richter am Landesarbeitsgericht und Vorstandsmitglied der Landesversicherungsanstalt Hannover.

## Partei
Graaff trat zum 1. Mai 1933 der NSDAP bei (Mitgliedsnummer 3.167.240), dann 1949 der FDP und war von 1957 bis 1968 Landesvorsitzender der niedersächsischen FDP. 1956 hatte er diese Funktion bereits geschäftsführend übernommen. Er gehörte innerhalb der FDP zum Hohensyburger Kreis. Im Unterschied zu vielen anderen Mitgliedern dieses Diskussionszirkels des rechten Parteiflügels verließ er die FDP jedoch nicht, als die Nationalliberale Aktion gegründet wurde. Er war von 1957 bis 1970 Mitglied im FDP-Bundesvorstand.

## Abgeordneter
Graaff gehörte vom 4. Juli 1955, als er für Robert Dannemann nachrückte, bis zum 8. Mai 1959 sowie von 1965 bis zu seinem Tode 1975 dem Deutschen Bundestag an. Vom 15. Juni 1972 bis zum Ende der Legislaturperiode war er Vorsitzender des Wirtschaftsausschusses des Bundestages. Von der Landtagswahl 1963 bis zur Niederlegung des Mandats am 26. Juni 1963 war er Landtagsabgeordneter in Niedersachsen (fünfte Wahlperiode).

## Öffentliche Ämter
Graaff war vom 6. Mai 1959 bis zum 13. Mai 1965 Niedersächsischer Minister für Wirtschaft und Verkehr. Er verlor sein Amt infolge der Bildung einer Großen Koalition von CDU und SPD in Niedersachsen.

## Ehrungen
- 1968: Verdienstkreuz 1. Klasse der Bundesrepublik Deutschland
- 1973: Großes Verdienstkreuz der Bundesrepublik Deutschland[3]